# Lázně Bělohrad (nádraží)
Lázně Bělohrad je železniční stanice v západní části města Lázně Bělohrad v okrese Jičín v Královéhradeckém kraji poblíž řeky Javorky. Leží na neelektrizované jednokolejné železniční trati Chlumec nad Cidlinou – Trutnov.

## Historie
Stanice byla otevřena 21. prosince 1870 společností Rakouská severozápadní dráha (ÖNWB), která zprovoznila svou odbočnou trať z Chlumce nad Cidlinou do Ostroměře, roku 1871 prodlouženou na Starou Paku, Martinice v Krkonoších a Trutnov. Autorem univerzalizované podoby stanic pro celou dráhu byl architekt Carl Schlimp. Trasa byla výsledkem snahy o propojení železniční sítě ÖNWB severovýchodním směrem k hranicím s Pruskem.
Po zestátnění ÖNWB v roce 1908 pak obsluhovala stanici jedna společnost, Císařsko-královské státní dráhy (kkStB), po roce 1918 pak správu přebraly Československé státní dráhy.

## Popis
Nacházejí se zde dvě jednostranná úrovňová nástupiště, k příchodu na nástupiště slouží přechody přes koleje.